# Star Chamber (Computerspiel)
Star Chamber: The Harbinger Saga ist ein Online-Sammelkartenspiel von Matrix Games und Worlds Apart Productions, welches 2003 veröffentlicht wurde. Das Spiel funktioniert unter den Betriebssystemen Microsoft Windows und Mac OS X. 2007 soll eine komplett übersetzte Version in Deutschland erhältlich sein.
Star Chamber zeichnet sich durch eine Kombination traditioneller Sammelkartenspiele in Verbindung mit einer Sternenkarte, Einheitenproduktion und Eroberung (vergleichbar mit Master of Orion) aus.
Eine Partie dauert bei zwei Spielern im Durchschnitt eine halbe Stunde. Bei zwei oder drei Spielern ist eher mit einer Stunde zu rechnen. Spieler können gegen andere Spieler über das Internet antreten, oder gegen einen Computergegner in die Schlacht ziehen. Zusätzlich bietet Star Chamber zwei Einzelspielerkampagnen, in denen für jede Mission ein vorgefertigtes Kartenset („Deck“) zur Verfügung steht. Das Hauptaugenmerk liegt allerdings auf den Partien Mensch gegen Mensch, die künstliche Intelligenz des Spiels ist für erfahrene Spieler keine Herausforderung.
Eine Partie kann auf drei Wegen gewonnen werden: militärisch (die Heimatwelt des Gegenspielers erobern), kulturell (30 „destiny points“ sammeln) oder politisch (drei Mal das „power play“ (Machtspiele) in der Star Chamber, einer Art intergalaktischem Parlament, gewinnen). Anders als bei vergleichbaren Spielen kann dadurch sehr selten gesagt werden, dass eine Partie „so gut wie gewonnen“ ist. Scheinbar unterlegene Spieler können oft in der letzten Sekunde noch den Sieg an sich reißen.

## Spielablauf
Jeder Spieler beginnt das Spiel mit einem Heimatplaneten, einem Aufklärer, einer Bevölkerungseinheit und einer Hand aus zufällig gezogenen Karten seines Decks. Die Heimatwelten sind über Sprungrouten mit anderen Systemen verbunden:
- Artefaktwelten, die Destiny Points erzeugen
- Industrieplaneten, auf denen neue Einheiten gebaut werden können
- tote Welten, die keine Boni liefern
- die Star Chamber, in der alle sechs Runden Wahlen stattfinden.

Es gibt vier Grundeinheiten, die auf der Heimatwelt und den Industrieplaneten gebaut werden können:
- Aufklärer sind leichte Aufklärungsschiffe, die die Sprünge zwischen zwei Planeten meist innerhalb einer Runde zurücklegen können und sich zum Transport von Truppen eignen.
- Kreuzer sind langsamer als Aufklärer, aber besser gepanzert und bewaffnet.
- Einwohner erzeugen Einfluss. Der Spieler, der in einem System den meisten Einfluss hat, kontrolliert es. Außerdem dürfen Einwohner, wenn sie sich in der Star Chamber befinden, an den Wahlen teilnehmen.
- Bomber dürfen erst nach einer Kriegserklärung gebaut werden. Sie vernichten Einwohner.

Zusätzlich gibt es die Möglichkeit, spezielle Schiffe, Bodentruppen und Helden über die Karten ins Spiel zu bringen.
Der Einsatz der Karten bedarf gewisser Grundvoraussetzungen. Um eine Karte auszuspielen, müssen Technologiepunkte ausgegeben werden, die durch Forschung oder das Aneignen von Artefaktplaneten erlangt werden.
Es gibt vier Arten von Karten:
- Schiffe
- Personen (umfasst Helden und Zivilisten)
- Modifikationen (können alles beeinflussen, von der Waffenstärke eines Schiffes über einen Produktionsbonus für Industrieplaneten oder Gift, das nach mehreren Runden einen feindlichen Held tötet)
- Zaps, Karten die einen einmaligen Effekt bewirken (5 Schäden auf ein feindliches Schiff, ein Schiff wird zu einem bestimmten Planeten gebeamt)

## Rassen
Es gibt 10 verschiedene Rassen in Star Chamber, von denen jede zwei unterschiedliche Technologien anwendet.
- Android – Cyber and Entropy

Die Androiden sind die Bösewichte im Universum von Star Chamber. Sie sind Roboter, die das Aussehen von Menschen imitieren. Dabei orientieren sie sich allerdings an berühmten Persönlichkeiten und Schönheitsidealen, so dass sie auf den ersten Blick erkennbar sind (so schön können Menschen gar nicht sein). Androiden sind unglaublich grausam und genießen das Leiden anderer.
Im Spiel zeichnen sich Androiden durch ihre teuren, aber starken Schiffe aus, welche sie mit ihren Technologien noch weiter verstärken können. Androiden haben kaum Karten, die ihnen politische Vorteile bringen, daher werden sie am ehesten auf einen militärischen Sieg spielen, was ihnen auf Grund ihrer starken Schiffe durchaus gelingen kann.
- Clave – Life and Entropy

Die Clave sind eine Rasse von katzenartigen Humanoiden, die in einem Stammessystem leben und die die Raumfahrt nicht selbst entwickelt, sondern von den Kej abgekupfert haben.
Clave zeichnen sich durch ihre Helden aus. Während die Menschen die besten nichtmilitärischen Helden haben, bieten die Clave die besten Kommandanten. Die Clave setzen auf Guerilla-Taktiken, eine Menge ihrer Karten beschäftigt sich mit der Zerstörung feindlicher Schiffe.
- Ferrier – Order and Mind

Die Ferrier sind die Machthaber des alten Reichs. Lange Zeit dachten die Kej, die Ferrier wären ihre Erschaffer und schufen zusammen mit ihnen ein Imperium.
Ferrier sind hervorragende Politiker. Viele ihrer Karten beeinflussen die Anzahl an Stimmen, die eine Person in der Star Chamber hat. Um bis zu einem politischen Sieg durchzuhalten, haben Ferrier viele Karten, die ihre Verteidigung stärken oder gegnerische Schiffe in einem System festhalten.
- Human – Order and Life

Die Menschen haben ein schweres Los. Die Erde wurde von den Zhikanii unterworfen und die Menschheit versklavt. Auf der Flucht vor den Silicia kamen die Omior zur Erde und vertrieben die Zhikanii, um die Erde als ihren neuen Heimatplaneten zu besiedeln. Seitdem leben die Menschen mit den friedliebenden Omnior zusammen.
Menschen haben die besten nichtmilitärischen Helden. Viele ihrer Karten geben ihren Zivilisten mehr Einfluss. Menschen spielen sich recht flexibel, sie können mit den Produktionsboni der Orderkarten schnell große Flotten erschaffen oder mit den Karten aus dem Lifebereich schnell Destiny-Punkte sammeln.
- Ixa – Order and Entropy
- Kej – Order and Cyber
- Omior – Mind and Life
- Silica – Life and Cyber
- Thrass – Mind and Entropy
- Zhikanii – Mind and Cyber

## Techs
Es gibt 5 verschiedene „techs“ (technologische Ausrichtungen) in Star Chamber. Jede repräsentiert einen anderen Aspekt einer jeden Kultur.
- Order repräsentiert die Möglichkeit, Wohlstand und Zusammenarbeit in einer Gesellschaft zu schaffen. Der Schwerpunkt liegt auf Produktionsboni und dem Entfernen feindlicher Modifikationen.
- Mind bezieht sich auf die Fähigkeit, zu denken. Der Schwerpunkt liegt auf politischer Manipulation.
- Life symbolisiert ein Interesse an allem Lebenden. Karten, die Anführer aufpuschen, oder das Sammeln von Destiny Points erleichtern, sind hier zu finden.
- Cyber steht für fortgeschrittenes technologisches Know-how. Unter anderem lassen sich Geschwindigkeit und Verteidigung von Schiffen verbessern.
- Entropy ist die Lust an der Zerstörung. Verbesserte Waffensysteme und Wege, Gegner außerhalb der Schlacht zu beseitigen, sind hier zu finden.

## Erweiterungen
Die Erweiterungen sind in verschiedene Blöcke eingeteilt, die Abschnitte in der Hintergrundgeschichte von Star Chamber darstellen. Ein Block wird in mehrere „Sets“ unterteilt.
Origins Block:
- Origins (November 2003)
- Incursions (Juli 2004)
- Rebellions (Januar 2005)

Harbinger Block:
- The Atok Incident (November 2005)
- Descent (Mai 2006)
- Maelstrom (2007)